# Долгая Лука (Новгородская область)
Долгая Лука — деревня в Боровичском муниципальном районе Новгородской области, относится к Волокскому сельскому поселению.

## География
Долгая Лука находится в излучине, на правом берегу реки Мсты, напротив устья притока Мсты — реки Шегринки. На противоположном берегу реки, административная граница между территориями Котовского сельского поселения Окуловского муниципального района и Сушанского сельского поселения Боровичского муниципального района.

## История
В Боровичском уезде Новгородской губернии в 1911 году Долгая Лука относилась к Шегринской волости. По постановлению ВЦИК от 3 апреля 1924 Шегринская волость была упразднена и присоединена к новообразованной Боровичской волости уезда.
С августа 1927 года, деревня Долгая Лука в составе новообразованного Окуловского района новообразованного Боровичского округа в составе переименованной из Северо-Западной в Ленинградскую области. В декабре 1928 года деревня Долгая Лука передана из Окуловского района в состав Бобинского сельсовета Боровичского района. По постановлению ЦИК и СНК СССР от 23 июля 1930 года Боровичский округ был упразднён, а район перешёл в прямое подчинение Леноблисполкому. Указом Президиума Верховного Совета СССР от 5 июля 1944 года была образована Новгородская область и Боровичский район вошёл в её состав.
Во время неудавшейся всесоюзной реформы по делению на сельские и промышленные районы и парторганизации, в соответствии с решениями ноябрьского (1962 года) пленума ЦК КПСС «о перестройке партийного руководства народным хозяйством» с 10 декабря 1962 года и сельсовет и деревня вошли в крупный Боровичский сельский район, а 1 февраля 1963 года административный Боровичский район был упразднён. Решением Новгородского облисполкома № 496 от 24 августа 1963 года Бобинский сельсовет был упразднён, а деревня Долгая Лука вошла в состав Волокского сельсовета. Пленум ЦК КПСС, состоявшийся 16 ноября 1964 года, восстановил прежний принцип партийного руководства народным хозяйством, после чего Указом Верховного Совета РСФСР от 12 января 1965 года сельские районы были преобразованы вновь в административные районы и решением Новгородского облисполкома от 12 января 1965 года и Волокский сельсовет и деревня вновь в Боровичском районе.
После прекращения деятельности Волокского сельского Совета в начале 1990-х стала действовать Администрация Волокского сельсовета, которая была упразднена с 1 января 2006 года на основании постановления Администрации города Боровичи и Боровичского района от 18 октября 2005 года и деревня Долгая Лука, по результатам муниципальной реформы входит в состав муниципального образования — Волокское сельское поселение Боровичского муниципального района (местное самоуправление), по административно-территориальному устройству подчинена администрации Волокского сельского поселения Боровичского района.

## Население
| 1989 | 2002 | 2006 | 2008 | 2009 | 2010 |
| ---- | ---- | ---- | ---- | ---- | ---- |
| 0    | →0   | →0   | →0   | →0   | ↗2   |

## Транспорт
Деревня расположена в 9 км к западу от административного центра сельского поселения — деревни Волок. Автодорога с твёрдым покрытием из Волока проходит в 3,5 км восточнее Долгой Луки.